# تردیک
تردیک (به هلندی: Terdiek) یک منطقهٔ مسکونی در هلند است که در هولاندس کرون واقع شده‌است. تردیک ۱۴۰ نفر جمعیت دارد.